# Schilbe nyongensis
Schilbe nyongensis är en fiskart som först beskrevs av De Vos, 1981.  Schilbe nyongensis ingår i släktet Schilbe och familjen Schilbeidae. IUCN kategoriserar arten globalt som otillräckligt studerad. Inga underarter finns listade i Catalogue of Life.